# Ley About-Picard

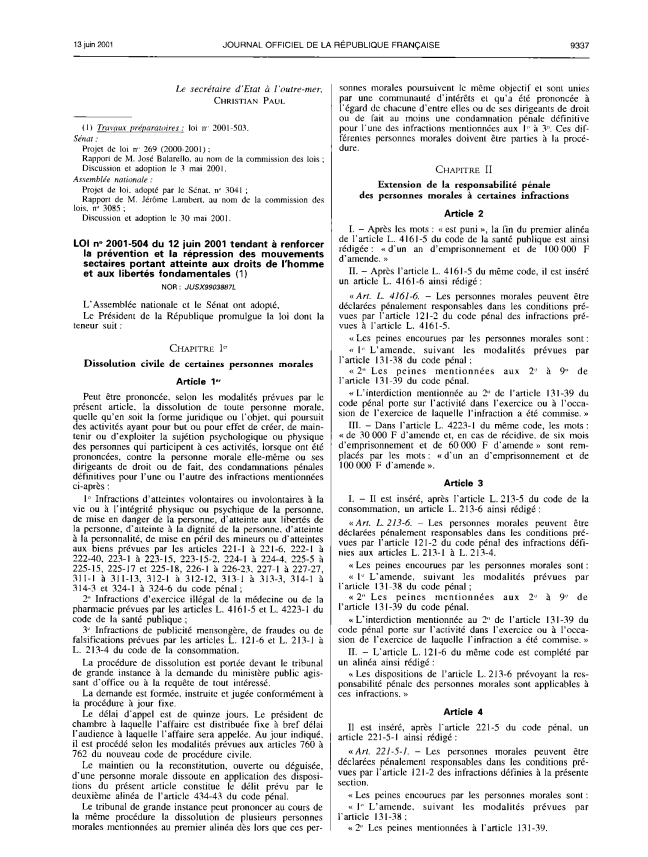
La ley a como se publicó en Journal Officiel de la République Française

La ley About-Picard de 2001 (nombrada en honor a los miembros del parlamento francés Nicolas About y Catherine Picard), es una pieza controvertida de la legislación francesa, que en términos generales, hace posible actuar contra organizaciones (entidades legales) cuando tales organizaciones tienen involucrarse en ciertos delitos. La ley, en sus propias palabras, apuntaba a movimientos considerados cultos (mouvements sectaires) que "socavan los derechos humanos y las libertades fundamentales". La ley ha causado controversia internacionalmente, con algunos comentaristas alegando en que infringe la libertad religiosa, mientras que los defensores sostienen que refuerza la libertad religiosa.

## Antecedentes sobre gobierno y religión en Francia
La libertad de religión y la separación de la iglesia y el estado han formado parte de la idea francesa del estado desde al menos la Revolución Francesa y de alguna manera mucho antes, desde el período del siglo XVI de la Reforma y de las Guerras de Religión. La separación de la religión y el estado en Francia toma la forma de laicidad, mediante la cual el poder político evita la interferencia en la esfera del dogma religioso, y la religión evita la interferencia en las políticas públicas. Los franceses entienden la "libertad de religión" principalmente como la libertad del individuo de creer o no creer lo que enseña cualquier religión. Además, debido a una larga historia de una sola iglesia dominante (la Iglesia Católica), el estado francés ve su deber menos en proteger a la religión de la interferencia del estado que en proteger al individuo de la interferencia de la religión.
Tras los asesinatos y suicidios de la Orden del Templo Solar, el Parlamento francés estableció la Comisión Parlamentaria sobre Cultos en Francia para investigar los cultos. En diciembre de 1995, la Comisión entregó un informe sobre cultos que causó mucha controversia, en parte debido a una lista extraída de un informe de la Policía Nacional Francesa sobre supuestos cultos. (La Comisión asimiló información y análisis del servicio secreto de la policía francesa, el Renseignements généraux).
Siguiendo las recomendaciones del informe, el Primer Ministro Alain Juppé creó en 1996 la "Junta interministerial de observación de sectas", seguida en 1998 por la "Misión interministerial en la lucha contra las sectas" (MILS). En 2002, la "Misión de Monitoreo Interministerial contra los Abusos Sectarios" (MIVILUDES) reemplazó a MILS.
Otra acción del gobierno francés contra posibles abusos por parte de cultos resultó en la aprobación de la ley About-Picard.

## La ley About-Picard
Los comentaristas a menudo se refieren a la Ley 2001-504 del 12 de junio de 2001 como la ley About-Picard, por el nombre de sus relatores (parlamentarios que informan sobre el proyecto de ley), el senador Nicolas About (partido de centro-derecha de la UDF) y la diputada Catherine Picard (partido de centro izquierda del PS).
El parlamento francés adoptó la ley con amplio apoyo de todos los partidos bajo el gobierno del presidente de centro derecha Jacques Chirac y el primer ministro socialista Lionel Jospin.

### Artículo  223-15-2 del Código Penal
Abusar fraudulentamente de la ignorancia o el estado de debilidad de un menor, o de una persona cuya vulnerabilidad particular, debido a la edad, enfermedad, enfermedad, discapacidad física o psicológica o embarazo, es aparente o conocida por el delincuente, o el abuso de una persona. en un estado de dependencia física o psicológica resultante de una presión grave o repetida o de técnicas utilizadas para afectar su juicio, a fin de inducir al menor u otra persona a actuar o abstenerse de actuar de alguna manera que sea gravemente perjudicial para él, es castigado por tres años de prisión y una multa de € 375,000. Cuando la ofensa es cometida por el administrador legal o de facto de un grupo que lleva a cabo actividades cuyo objetivo o efecto es crear, mantener o explotar la dependencia psicológica o física de quienes participan en ellas, la pena se incrementa a cinco años de prisión y una multa de € 750,000.